# Stephen Donnelly

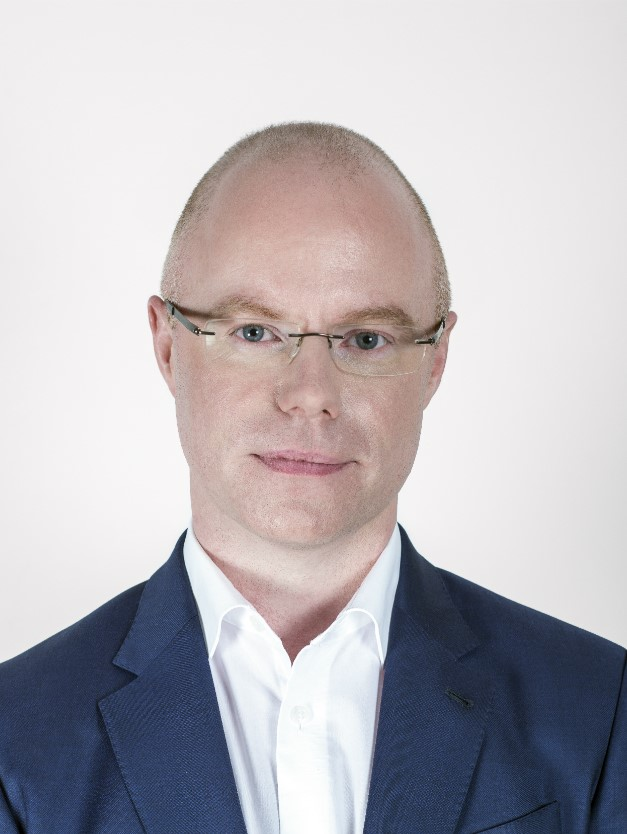
Stephen Donnelly (2016)

Stephen Donnelly (irisch Stiofán Ó Donnghaile; * 14. Dezember 1975 in Delgany, County Wicklow) ist ein irischer Politiker der Fianna Fáil, der von 2011 bis 2024 Mitglied (Teachta Dála) des Dáil Éireann, des Unterhauses des Parlaments (Oireachtas), war. Von 2020 bis Januar 2025 war er Gesundheitsminister in den Regierungen Martin I, Varadkar II und Harris.

## Leben
Stephen Donnelly, Sohn eines Unternehmers und einer Lehrerin, absolvierte nach dem Schulbesuch ein Studium im Fach Maschinenbau am University College Dublin (UCD) und war als Werkstudent am Massachusetts Institute of Technology (MIT) tätig. Im Jahr 2000 begann er seine berufliche Laufbahn als Managementberater bei der Unternehmensberatung McKinsey & Company in London, nachdem er zuvor im Familienbetrieb Hickey Fabrics gearbeitet hatte. Er spezialisierte sich dabei auf Transformationsänderungen für große Organisationen des öffentlichen und privaten Sektors, aber auch in den Bereichen Private Equity, Einzelhandel, öffentliche Infrastruktur, Gesundheitswesen, Bildung, internationale Entwicklung, freiwilliger und sozialer Sektor. Während seiner dortigen Tätigkeit begann er ein postgraduales Studium im Fach Internationale Entwicklung an der Harvard Kennedy School, das er 2008 mit einem Master of Public Administration (MPA) mit dem Schwerpunkt Wiederaufbau der Volkswirtschaften sowie Schutz und Stärkung schutzbedürftiger Bevölkerungsgruppen abschloss.
Bei den Wahlen vom 25. Februar 2011 kandidierte Donnelly vor dem Hintergrund der wachsenden Wirtschafts- und Sozialkrise im Wahlkreis Wicklow als Parteiloser und wurde erstmals zum Mitglied (Teachta Dála) des Dáil Éireann, des Unterhauses des Parlaments (Oireachtas), gewählt. Am 15. Juli 2015 gehörte er mit den beiden ebenfalls parteilosen Unterhausabgeordneten Catherine Murphy und Róisín Shortall zu den Gründern der Social Democrats (Daonlathaigh Shóisialta) und wurde mit diesen gemeinsam Parteivorsitzender sowie gemeinsamer Spitzenkandidat bei den Wahlen vom 26. Februar 2016. Er wurde im Wahlkreis Wicklow wiedergewählt, trat aber am 5. September 2016 als gemeinsamer Vorsitzender zurück und verließ die Partei. Nachdem er anschließend wieder als Parteiloser dem Dáil Éireann angehörte, wurde er im Februar 2017 Mitglied der liberal-konservativen Fianna Fáil (FF). Für diese wurde er bei den Wahlen am 8. Februar 2020 im Wahlkreis Wicklow erneut zum Mitglied des Dáil Éireann gewählt.
Am 27. Juni 2020 wurde Stephen Donnelly als Gesundheitsminister (Minister for Health) in die Regierung Martin I berufen.
Bei den Wahlen zum Dáil Éireann 2024 konnte er seinen Sitz nicht mehr verteidigen.
Aus seiner 2005 geschlossenen Ehe mit Susan Leavy gingen drei Kinder hervor.